# Trenchtown
Trenchtown (Kingston 12 eller Trench Town som det också skrivs) är en mycket fattig men även, på grund av att så många reggaeartister kommer därifrån, berömd del av det ghettoliknande West Kingston i Jamaicas huvudstad Kingston. Kingstons innerstad är förslummad medan de bättre bemedlade bor på höjderna runt staden. Trenchtown har på grund av sin höga kriminalitet och våldsamma miljö nästan isolerats därför att de jamaicaner som har det bättre ställt inte vågar bege sig dit. Trenchtown, som består av fyra kommuner, är till största delen en icke-planlagd kåkstad. Det är därför svårt att fastställa Trenchtowns folkmängd, men den har uppskattas till omkring 25.000 invånare. Trots den ringa folkmängden begås tio mord i veckan.

## Historia
Trench Town har inte fått sitt namn från det stora, öppna trench (avloppsdike) som rinner intill gatan Collie Smith Drive. Det härrör i stället från James Trench, som var en irländsk invandrare till Jamaica, vars släkt länge ägde jordbruksmarken. I slutet av 1800-talet avstod familjen Trench från äganderätten till marken. Från 1930-talet och framåt skedde en inflyttning av människor från landsbygden, och på James Trenchs forna ägor växte en typisk kåkstad fram. Marken lade de inflyttade beslag på, och husen byggdes av plåt, träskivor, papp och annat som det rikare Kingston kastat bort. År 1951 drog orkanen Charlie över Jamaica, och i stort sett hela Trenchtown blåste bort.
Efter orkanen 1951 skedde ett försök att återuppbygga stadsdelen med stenhus till bostäder. De flesta av de hus som byggdes hade en eller två våningar, och byggdes kring en central gård med kommunala matlagningsmöjligheter (utomhus), elektricitet och vattenförsörjning. Trenchtown fick även ett vattentorn. Pengarna räckte dock inte till ett avloppsnät. Eftersom nya fattiga människor från Jamaicas landsbygd fortsatte att flytta till Kingston uppstod snart en kåkstad igen, med träskjul som oftast fick korrugerade plåtar till tak för att hålla de boende torra under Jamaicas regnperioder i början av sommaren och på hösten. Före orkanen Charlie hade det funnits några rastafaribosättningar runt grovsoptippen i Trenchtowns utkant. Denna mark togs också i anspråk av de inflyttade, men detta räckte inte och många skjul byggdes dessutom ovanpå soptippen vilket man kan se på bilder från den tiden. Under 1960-talet drog något av en "grön våg" fram bland de rastafaritroende, vilket medförde en viss utflyttning från städernas slum till skogsområden.

## Det politiska våldet: Tribal War
Trenchton och angränsande slumområden i West Kingston, som Jonestown blev farliga från början av 1970-talet och framåt. Det hade dels med den s.k. rude boys-kulturen (jam eng: rude bwoy) att göra. I slutet av 1960-talet hade populärmusiken, som kallades ska blivit råare och tuffare, och i många låtar förhärligades gangsterkulturen. West Kingston, som redan hade problem med gängbildningar, men under 1970-talet tog de beväpnade gängen ställning för endera av de två stora partierna emellertid två stora konkurrerande jamaicanska politiska partierna - People National Party (PNP) respektive Jamaica Labour Party (JLP). Jamaica har ett tvåpartisystem som ett resultat av man har majoritetsval som i Storbritannien i stället för proportionella val, som skulle ge flera större partier som i Sverige. Det innebär att Jamaica liksom Kingston är uppdelat i valkretsar där endast en kandidat – från PNP eller JLP – väljs in i parlamentet. Det som skiljer Jamaica från andra demokratier är emellertid att gruppen politiker, deras släkt och anhängare i stor utsträckning är släkt med varandra. När våldet urartade till något som liknade ett inbördeskrig som utkämpades på Kingstons gator inför valet 1976 var det inte i första hand en politisk konflikt, trots att den sittande premiärministern Michael Manley (PNP) talade om demokratisk socialism, övervägde ett samarbete med Fidel Castros Kuba och försökte göra PNP till ett massparti genom kollektiv anslutning på arbetsplatser. Oppositionen leddes av Edvard Seaga, som blivit partiledare för JLP år 1974. Kriget på Kingstons gator kan snarare liknas vid en blodig släktfejd med starka inslag av vedergällning, något som gav upphov till rasta-begreppet tribal war. När någon i släkten runt det ena partiet mördats svarade man med samma mynt – öga för öga, tand för tand. Även kandidaterna i olika valkretsar levde farligt, liksom de mest populära och inflytelserika reggaeartisterna.

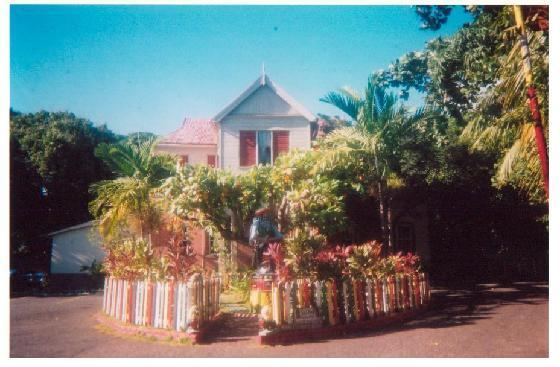
56 Hope Road var Bob Marleys och hans familjs hem (i Uptown) från hösten 1969 fram till slutet av 1976, då främmande män bröt sig in och skottskadade Bob Marley och hans manager.

Edvard Seaga hade en bakgrund i skivbranschen  och Manley hade även avtal om stöd från några rastafarianska ledare eftersom rastafari hade blivit en maktfaktor i och med att reggaemusikerna hade tagit till sig denna religion. Manley och Seaga förstod att de måste ha stöd från de populäraste reggaeartisterna, men intresset från de unga artisterna var litet. Det räckte emellertid med att släkterna/partianhängarna trodde att någon artist skulle komma att stödja det ena eller det andra partiet för att artisten skulle bli ett villebråd. Det var sannolikt något sådant som låg bakom mordförsöket på Bob Marley den 3 december 1976, eftersom revolvermännen inte var ute efter att stjäla någonting.

## Reggaeartister från Trench Town
Många reggaeartister har vuxit upp i just Trenchtown, något som kan förklaras med att reggaen var ett av få sätt att tjäna pengar på ett lagligt sätt. Den som hade en melodi och en text i huvudet kunde bege sig till någon av de inspelningsstudior som fanns och sjunga sin låt för musikproducenten eller inspelningsteknikerna. Om dessa gillade låten kunde de ibland spela in låten, kompad av studions "husband". Sedan pressades några hundra singlar, och sångaren fick sedan gå runt och försöka sälja singlarna med sin låt. Om han lyckades bra kunde vinsten bli knappt 100 jamaicanska dollar, avsevärt mindre än vad inspelningsstudions ägare fick. När sedan reggaemusiken slog igenom internationellt kunde producenterna tjäna ytterligare hundratusentals dollar eftersom det var de som hade copyright på låten.
Det var i Trenchtown som de världskända reggaeartisterna Bunny Livingstone (Bunny Wailer), Bob Marley och Peter Tosh tillsammans med Beverley Kelso, Junior Braithwaite och Cherry Smith och startade bandet The Wailers. Marley, Tosh och Wailer skrev tillsammans den kända låten Trenchtown Rock. Även Marleys kända låt No Woman No Cry, (Nej kvinna, gråt inte) handlar om livet i Trenchtown.